# Députés de la première législature du Bundestag
Les députés de la première législature du Bundestag sont les députés du Bundestag élus lors des élections fédérales allemandes de 1949 pour la période 1949-1953.

## Liste des députés
- Haut – A
- B
- C
- D
- E
- F
- G
- H
- I
- J
- K
- L
- M
- N
- O
- P
- Q
- R
- S
- T
- U
- V
- W
- X
- Y
- Z

| Député                                | Naissance | Parti                       | Bundesland                  | Circonscription                   | % des voix | Remarques |
| ------------------------------------- | --------- | --------------------------- | --------------------------- | --------------------------------- | ---------- | --- |
| Konrad Adenauer                       | 1876      | CDU                         | Rhénanie-du-Nord-Westphalie | Bonn                              |            | |
| Willi Agatz                           | 1904      | KPD                         | Rhénanie-du-Nord-Westphalie |                                   |            | |
| Adolf Ahrens                          | 1879      | DP                          | Brême                       |                                   |            | |
| Johannes Albers                       | 1890      | CDU                         | Rhénanie-du-Nord-Westphalie | Köln III                          |            | |
| Luise Albertz                         | 1901      | SPD                         | Rhénanie-du-Nord-Westphalie |                                   |            | |
| Lisa Albrecht                         | 1896      | SPD                         | Bavière                     |                                   |            | |
| Jakob Altmaier                        | 1889      | SPD                         | Hesse                       | Hanau                             |            | |
| Rudolf Amelunxen                      | 1888      | Zentrum                     | Rhénanie-du-Nord-Westphalie |                                   |            | démissionne le 7 octobre 1949 |
| Maria Ansorge                         | 1880      | SPD                         | Rhénanie-du-Nord-Westphalie |                                   |            | remplace Karl Brunner le 17 novembre 1951 |
| Anton von Aretin                      | 1918      | BP                          | Bavière                     | Vilshofen                         |            | Föderalistische Union à partir du 14 décembre 1951 |
| Josef Arndgen                         | 1894      | CDU                         | Hesse                       | Limburg                           |            | |
| Adolf Arndt                           | 1904      | SPD                         | Hesse                       | Hersfeld                          |            | |
| Otto Arnholz                          | 1894      | SPD                         | Basse-Saxe                  | Braunschweig-Stadt                |            | |
| Thea Arnold                           | 1882      | Zentrum                     | Rhénanie-du-Nord-Westphalie |                                   |            | Föderalistische Union à partir du 14 décembre 1951 député non-inscrit à partir du 9 décembre 1952 (Parti populaire pan-allemand) |
| Karl Atzenroth                        | 1895      | FDP                         | Rhénanie-Palatinat          |                                   |            | |
| Hermann Aumer                         | 1915      | BP                          | Bavière                     | Ingolstadt                        |            | député non inscrit à partir du 8 septembre 1950 |
| Fritz Baade                           | 1893      | SPD                         | Schleswig-Holstein          |                                   |            | |
| Wilhelm Bahlburg                      | 1888      | DP                          | Basse-Saxe                  | Harburg – Soltau                  |            | député non inscrit à partir du 13 septembre 1951 apparenté au Parti allemand à partir du 24 janvier 1952 député non inscrit à partir du 10 septembre 1952 |
| Siegfried Bärsch                      | 1920      | SPD                         | Brême                       | Brême-West                        |            | |
| Walter Bartram                        | 1893      | CDU                         | Schleswig-Hostein           | Segeberg – Neumünster             | 35,1       | remplace Carl Schröter le 4 mai 1952 |
| Friedrich Bauereisen                  | 1895      | CSU                         | Bavière                     | Ansbach                           |            | |
| Bernhard Bauknecht                    | 1900      | CDU                         | Wurtemberg-Hohenzollern     | Biberach                          |            | |
| Joseph Baumgartner                    | 1904      | BP                          | Bavière                     |                                   |            | démissionne le 1er janvier 1951 |
| Georg Baur                            | 1895      | CDU                         | Wurtemberg-Bade             | Göppingen                         |            | |
| Valentin Baur                         | 1891      | SPD                         | Bavière                     |                                   |            | |
| Paul Bausch                           | 1895      | CDU                         | Wurtemberg-Bade             | Böblingen                         |            | |
| Helmut Bazille                        | 1920      | SPD                         | Wurtemberg-Bade             |                                   |            | |
| Josef Becker                          | 1905      | CDU                         | Rhénanie-Palatinat          | Zweibrücken                       |            | |
| Max Becker                            | 1888      | FDP                         | Hesse                       |                                   |            | |
| Arno Behrisch                         | 1913      | SPD                         | Bavière                     | Hof                               |            | |
| Karl Bergmann                         | 1907      | SPD                         | Rhénanie-du-Nord-Westphalie | Essen II                          |            | |
| Ludwig Bergsträsser                   | 1883      | SPD                         | Hesse                       | Groß-Gerau                        |            | |
| August Berlin                         | 1910      | SPD                         | Rhénanie-du-Nord-Westphalie | Detmold                           |            | |
| Helmut Bertram                        | 1910      | Zentrum                     | Rhénanie-du-Nord-Westphalie |                                   |            | remplace Rudolf Amelunxen le 3 novembre 1949 Föderalistische Union à partir du 14 décembre 1951 |
| Anton Besold                          | 1904      | BP                          | Bavière                     | München-Land                      |            | Föderalistische Union à partir du 14 décembre 1951 |
| Emil Bettgenhäuser                    | 1906      | SPD                         | Rhénanie-Palatinat          |                                   |            | |
| Anna Maria Bieganowski                | 1906      | WAV                         | Bavière                     |                                   |            | remplace Stephan Weickert le 21 mars 1952 DP:DPB à partir du 23 avril 1952 député non inscrit à partir du 9 décembre 1952 |
| Karl Bielig                           | 1898      | SPD                         | Basse-Saxe                  | Gandersheim – Salzgitter          |            | |
| Willi Birkelbach                      | 1913      | SPD                         | Hesse                       | Frankfurt am Main II              |            | |
| Peter Blachstein                      | 1911      | SPD                         | Hambourg                    | Hambourg III                      | 39,9       | |
| Martin Blank                          | 1897      | FDP                         | Rhénanie-du-Nord-Westphalie |                                   |            | |
| Theodor Blank                         | 1905      | CDU                         | Rhénanie-du-Nord-Westphalie | Borken – Bocholt – Ahaus          |            | |
| Paul Bleiß                            | 1904      | SPD                         | Rhénanie-du-Nord-Westphalie | Minden – Lübbecke                 |            | |
| Franz Blücher                         | 1896      | FDP                         | Rhénanie-du-Nord-Westphalie |                                   |            | |
| Hans Bodensteiner                     | 1912      | CSU                         | Bavière                     | Tirschenreuth                     |            | député non inscrit à partir du 14 novembre 1952 (Parti populaire pan-allemand) |
| Johannes Böhm                         | 1890      | SPD                         | Rhénanie-du-Nord-Westphalie | Bielefeld – Halle                 |            | |
| Willy Brandt                          | 1913      | SPD                         | Berlin                      |                                   |            | |
| Aenne Brauksiepe                      | 1912      | CDU                         | Rhénanie-du-Nord-Westphalie | Köln II                           |            | |
| Heinrich von Brentano                 | 1904      | CDU                         | Hesse                       | Bergstraße                        |            | |
| Wilhelm Brese                         | 1896      | CDU                         | Basse-Saxe                  |                                   |            | |
| Hermann Brill (en)                    | 1895      | SPD                         | Hesse                       | Frankfurt am Main I               |            | |
| Else Brökelschen                      | 1890      | CDU                         | Basse-Saxe                  |                                   |            | |
| Paul Bromme                           | 1906      | SPD                         | Schleswig-Hostein           | Lübeck                            | 35,8       | |
| Josef Brönner                         | 1884      | CDU                         | Wurtemberg-Bade             | Crailsheim                        |            | |
| Walter Brookmann                      | 1901      | CDU                         | Schleswig-Hostein           | Kiel                              | 52,9       | |
| Eberhard Brünen                       | 1906      | SPD                         | Rhénanie-du-Nord-Westphalie | Duisburg I                        |            | |
| Karl Brunner                          | 1905      | SPD                         | Rhénanie-du-Nord-Westphalie |                                   |            | décédé le 13 novembre 1951 |
| Gerd Bucerius                         | 1906      | CDU                         | Hambourg                    | Hambourg I                        | 37,6       | |
| Carl von Campe                        | 1894      | DP                          | Basse-Saxe                  |                                   |            | remplace Friedrich Klinge le 23 janvier 1950 démissionne le 8 janvier 1952 |
| Hermann Clausen                       | 1885      | SSW                         | Schleswig-Holstein          |                                   |            | apparenté à la Föderalistische Union FU à partir du 13 janvier 1952 député non inscrit à partir du 3 juillet 1953 |
| Johann Cramer                         | 1905      | SPD                         | Basse-Saxe                  | Wilhelmshaven – Friesland         | 32,6       | |
| Otto Dannebom                         | 1904      | SPD                         | Rhénanie-du-Nord-Westphalie | Dortmund III – Lünen              |            | |
| Robert Dannemann                      | 1902      | FDP                         | Basse-Saxe                  | Oldenburg – Ammerland             | 24,8       | |
| Hugo Decker                           | 1899      | BP                          | Bavière                     | Rosenheim                         |            | Föderalistische Union à partir du 14 décembre 1951 |
| Johannes Degener                      | 1889      | CDU                         | Brême                       |                                   |            | démissionne le 31 décembre 1951 |
| Thomas Dehler                         | 1897      | FDP                         | Bavière                     |                                   |            | |
| Gregor Determann                      | 1911      | Zentrum                     | Rhénanie-du-Nord-Westphalie |                                   |            | Föderalistische Union à partir du 14 décembre 1951 |
| Anton Diel                            | 1898      | SPD                         | Rhénanie-Palatinat          |                                   |            | |
| Maria Dietz                           | 1894      | CDU                         | Rhénanie-Palatinat          |                                   |            | |
| Hans Dirscherl                        | 1889      | FDP                         | Bavière                     |                                   |            | |
| Clara Döhring                         | 1899      | SPD                         | Wurtemberg-Bade             | Stuttgart I                       |            | |
| Anton Donhauser                       | 1913      | BP                          | Bavière                     |                                   |            | député non-inscrit à partir du 8 septembre 1950 Union chrétienne-sociale en Bavière à partir du 17 septembre 1952 |
| Fritz Dorls                           | 1910      | DKP-Parti impérial allemand | Basse-Saxe                  |                                   |            | apparenté à la Wirtschaftliche Aufbau-Vereinigung à partir du 13 décembre 1950 membre de la Wirtschaftliche Aufbau-Vereinigung à partir du 17 janvier 1951 récusé le 23 octobre 1952 en raison de l'interdiction de la Sozialistische Reichspartei                                                                           |
| August Dresbach                       | 1894      | CDU                         | Rhénanie-du-Nord-Westphalie | Oberbergischer Kreis              |            | |
| Anton Eberhard                        | 1892      | FDP                         | Rhénanie-Palatinat          |                                   |            | remplace Wilhelm Nowack le 3 octobre 1952 |
| Heinrich Eckstein                     | 1907      | CDU                         | Basse-Saxe                  | Bersenbrück – Lingen              | 36,3       | |
| Eduard Edert                          | 1880      | indépendant                 | Schleswig-Hostein           | Flensburg                         | 48,0       | apparenté CDU/CSU |
| Hermann Ehlers                        | 1904      | CDU                         | Basse-Saxe                  |                                   |            | |
| Hermann Ehren                         | 1894      | CDU                         | Rhénanie-du-Nord-Westphalie | Meschede – Olpe                   |            | |
| Willi Eichler                         | 1896      | SPD                         | Rhénanie-du-Nord-Westphalie |                                   |            | |
| Josef Eichner                         | 1899      | BP                          | Bavière                     | Miesbach                          |            | Föderalistische Union à partir du 14 décembre 1951 |
| Rudolf Eickhoff                       | 1902      | DP                          | Basse-Saxe                  | Diepholz – Melle – Wittlage       | 34,2       | |
| Hans Ekstrand                         | 1903      | SPD                         | Schleswig-Hostein           | Stormarn                          | 37,4       | |
| Hermann A. Eplée                      | 1908      | CDU                         | Basse-Saxe                  |                                   |            | remplace Bernard Povel le 16 janvier 1953 |
| Ludwig Erhard                         | 1897      | CDU                         | Wurtemberg-Bade             | Ulm                               |            | |
| Fritz Erler                           | 1913      | SPD                         | Wurtemberg-Hohenzollern     |                                   |            | |
| Franz Etzel                           | 1902      | CDU                         | Rhénanie-du-Nord-Westphalie | Rees – Dinslaken                  |            | démissionne le 4 janvier 1953 |
| Hermann Etzel                         | 1882      | BP                          | Bavière                     |                                   |            | Föderalistische Union à partir du 14 décembre 1951 député non-inscrit à partir du 3 décembre 1952 (Parti populaire pan-allemand) |
| Peter Etzenbach                       | 1899      | CDU                         | Rhénanie-du-Nord-Westphalie | Siegkreis                         |            | |
| August-Martin Euler                   | 1908      | FDP                         | Hesse                       | Schwalm-Eder Fritzlar-Homberg     |            | |
| Johannes Even                         | 1903      | CDU                         | Rhénanie-du-Nord-Westphalie | Bergheim – Euskirchen             |            | |
| Hans Ewers                            | 1887      | DP                          | Schleswig-Hostein           |                                   |            | |
| Ernst Falkner                         | 1909      | BP                          | Bavière                     |                                   |            | décédé le 27 octobre 1950 |
| Walter Faller                         | 1909      | SPD                         | Bade                        |                                   |            | remplace Gustav Herbig le 4 décembre 1951 |
| Ernst Farke                           | 1895      | DP                          | Basse-Saxe                  |                                   |            | |
| Heinrich Fassbender                   | 1899      | FDP                         | Hesse                       |                                   |            | |
| Aloys Feldmann                        | 1897      | CDU                         | Rhénanie-du-Nord-Westphalie | Lippstadt – Brilon                |            | |
| Conrad Fink                           | 1900      | BP                          | Bavière                     | Pfarrkirchen                      |            | Föderalistische Union à partir du 14 décembre 1951 CSU à partir du 5 décembre 1952 |
| Walter Fisch                          | 1910      | KPD                         | Hesse                       |                                   |            | |
| Wilhelm Fischer                       | 1904      | SPD                         | Bavière                     | Nürnberg – Fürth                  |            | décédé le 21 octobre 1951 |
| Egon Franke                           | 1913      | SPD                         | Basse-Saxe                  | Stadt Hannover-Nord               |            | remplace Bruno Leddin le 6 mai 1951 |
| Rudolf Freidhof                       | 1888      | SPD                         | Hesse                       | Eschwege                          |            | |
| Walter Freitag                        | 1889      | SPD                         | Rhénanie-du-Nord-Westphalie | Ennepe-Ruhr – Witten              |            | |
| Richard Freudenberg                   | 1892      | indépendant                 | Wurtemberg-Bade             | Mannheim-Land                     |            | apparenté à la FDP député non-inscrit à partir du 5 décembre 1952 |
| Martin Frey                           | 1904      | CDU                         | Rhénanie-du-Nord-Westphalie | Geldern – Kleve                   |            | |
| Hans-Joachim Fricke                   | 1904      | DP                          | Basse-Saxe                  | Harz                              |            | remplace Hermann Stopperich le 16 mars 1952 |
| Ferdinand Friedensburg                | 1886      | CDU                         | Berlin                      |                                   |            | à partir du 1er février 1952 |
| Hans Friedrich                        | 1917      | FDP                         | Hesse                       |                                   |            | député non-inscrit à partir du 5 octobre Bloc des réfugiés / Deutsche Gemeinschaft à partir du 16 novembre 1950 apparenté au Parti libéral-démocrate à partir du 2 avril 1952 |
| Hans-Gerd Fröhlich                    | 1914      | WAV                         | Bavière                     |                                   |            | Bloc des réfugiés / Deutsche Gemeinschaft à partir du 13 octobre 1950 député non-inscrit à partir du 21 mars 1952 |
| Heinz Frommhold                       | 1906      | DKP-Parti impérial allemand | Basse-Saxe                  |                                   |            | Nationale Rechte à partir du 7 septembre 1949 député non-inscrit à partir du 5 octobre 1950 (Parti impérial allemand) apparenté au Parti allemand le 26 mars 1952 député non-inscrit à partir du 11 février 1953 |
| Konrad Frühwald                       | 1890      | FDP                         | Bavière                     |                                   |            | |
| Gustav Fuchs                          | 1900      | CSU                         | Bavière                     | Bad Kissingen                     |            | |
| Elimar Freiherr von Fürstenberg       | 1910      | BP                          | Bavière                     | Landshut                          |            | député non inscrit à partir du 17 novembre 1950 CSU à partir du 19 janvier 1951 |
| Josef-Ernst Fürst Fugger von Glött    | 1895      | CSU                         | Bavière                     | Memmingen                         |            | |
| Oscar Funcke                          | 1885      | FDP                         | Rhénanie-du-Nord-Westphalie |                                   |            | remplace Hermann Höpker-Aschoff le 14 septembre 1951 |
| Friedrich Funk                        | 1900      | CSU                         | Bavière                     | Schweinfurt                       |            | |
| Karl Gaul                             | 1889      | FDP                         | Hesse                       | Wetzlar                           |            | |
| Karl Gengler                          | 1886      | CDU                         | Wurtemberg-Hohenzollern     | Rottweil                          |            | |
| Robert Geritzmann                     | 1893      | SPD                         | Rhénanie-du-Nord-Westphalie | Gelsenkirchen                     |            | |
| Heinrich Gerns                        | 1892      | CDU                         | Schleswig-Hostein           | Plön – Eutin/Nord                 | 46,7       | |
| Eugen Gerstenmaier                    | 1906      | CDU                         | Wurtemberg-Bade             | Backnang                          |            | |
| Paul Gibbert                          | 1898      | CDU                         | Rhénanie-Palatinat          | Cochem                            |            | |
| Christian Giencke                     | 1896      | CDU                         | Schleswig-Hostein           | Husum – Südtondern – Eiderstedt   | 31,1       | |
| Heinrich Glasmeyer                    | 1893      | Zentrum                     | Rhénanie-du-Nord-Westphalie |                                   |            | CDU à partir du 23 novembre 1951 |
| Alfred Gleisner                       | 1908      | SPD                         | Rhénanie-du-Nord-Westphalie | Unna – Hamm                       |            | |
| Hermann Glüsing                       | 1908      | CDU                         | Schleswig-Hostein           | Norder- und Süderdithmarschen     | 32,7       | |
| Josef Gockeln                         | 1900      | CDU                         | Rhénanie-du-Nord-Westphalie | Düsseldorf II                     |            | |
| Robert Görlinger                      | 1888      | SPD                         | Rhénanie-du-Nord-Westphalie |                                   |            | |
| Günter Goetzendorff                   | 1917      | WAV                         | Bavière                     |                                   |            | apparenté au Parti impérial allemand à partir du 29 mars 1950 député non-inscrit à partir du 5 octobre 1950 (Parti impérial allemand) Wirtschaftliche Aufbau-Vereinigung à partir du 29 avril 1953 |
| Hubertus von Golitschek               | 1910      | FDP                         | Wurtemberg-Bade             |                                   |            | |
| Hermann Götz                          | 1914      | CDU                         | Hesse                       |                                   |            | |
| Otto Graf                             | 1892      | SPD                         | Bavière                     | München-West                      |            | |
| Otto Heinrich Greve                   | 1908      | SPD                         | Basse-Saxe                  | Nienburg – Schaumburg-Lippe       |            | |
| Margarete Gröwel                      | 1899      | CDU                         | Hambourg                    | Hambourg IV                       | 41,8       | |
| Arthur Grundmann                      | 1920      | FDP                         | Rhénanie-du-Nord-Westphalie |                                   |            | |
| Wilhelm Gülich                        | 1895      | SPD                         | Schleswig-Hostein           | Herzogtum Lauenburg               | 28,6       | |
| Bernhard Günther                      | 1906      | CDU                         | Rhénanie-du-Nord-Westphalie | Düren – Monschau – Schleiden      |            | |
| Gustav Gundelach                      | 1888      | KPD                         | Hambourg                    |                                   |            | |
| Johannes Hagge                        | 1893      | CDU                         | Schleswig-Hostein           | Schleswig – Eckernförde           | 28,3       | FDP à partir du 24 juin 1953 |
| Wilhelm Hamacher                      | 1883      | Zentrum                     | Rhénanie-du-Nord-Westphalie |                                   |            | décédé le 29 juillet 1951 |
| Richard Hammer                        | 1897      | FDP                         | Hesse                       | Darmstadt                         |            | |
| Johannes Handschumacher               | 1887      | CDU                         | Rhénanie-du-Nord-Westphalie |                                   |            | remplace Franz Etzel le 21 janvier 1953 |
| Heinrich Happe                        | 1894      | SPD                         | Rhénanie-du-Nord-Westphalie |                                   |            | |
| Paul Harig                            | 1900      | KPD                         | Rhénanie-du-Nord-Westphalie |                                   |            | |
| Walther Hasemann                      | 1900      | FDP                         | Basse-Saxe                  |                                   |            | |
| Wolfgang Hedler                       | 1899      | DP                          | Schleswig-Holstein          |                                   |            | député non-inscrit à partir du 19 janvier 1950 apprenté au Parti impérial allemand à partir du 28 mars 1950 député non-inscrit à partir du 16 septembre 1950 WAV à partir du 29 avril 1953 |
| Rudolf-Ernst Heiland                  | 1910      | SPD                         | Rhénanie-du-Nord-Westphalie |                                   |            | |
| Anne Marie Heiler                     | 1889      | CDU                         | Hesse                       |                                   |            | |
| Franz Heinen                          | 1887      | SPD                         | Rhénanie-du-Nord-Westphalie |                                   |            | remplace Erik Nölting le 24 juillet 1953 |
| Martin Heix                           | 1903      | CDU                         | Rhénanie-du-Nord-Westphalie | Oberhausen                        |            | |
| Heinrich Hellwege                     | 1908      | DP                          | Basse-Saxe                  | Stade – Bremervörde               | 40,4       | |
| Günter Henle                          | 1899      | CDU                         | Rhénanie-du-Nord-Westphalie | Rhein-Wupper-Kreis                |            | |
| Hans Henn                             | 1899      | FDP                         | Berlin                      |                                   |            | à partir du 1er février 1952 |
| Arno Hennig                           | 1897      | SPD                         | Basse-Saxe                  | Göttingen-Münden                  |            | |
| Fritz Henßler                         | 1886      | SPD                         | Rhénanie-du-Nord-Westphalie | Dortmund I                        |            | |
| Gustav Herbig                         | 1888      | SPD                         | Bade                        |                                   |            | démissionne le 1er décembre 1951 |
| Matthäus Herrmann                     | 1879      | SPD                         | Bavière                     | Bayreuth                          |            | |
| Theodor Heuss                         | 1884      | FDP                         | Wurtemberg-Bade             |                                   |            | démissionne le 15 septembre 1949 |
| Anton Hilbert                         | 1898      | CDU                         | Bade                        | Donaueschingen                    |            | |
| Werner Hilpert                        | 1897      | CDU                         | Hesse                       |                                   |            | démissionne le 10 octobre 1949 |
| Heinrich Höcker                       | 1886      | SPD                         | Rhénanie-du-Nord-Westphalie | Herford-Stadt und -Land           |            | |
| Johannes Hoffmann                     | 1889      | Zentrum                     | Rhénanie-du-Nord-Westphalie |                                   |            | remplace Wilhelm Hamacher le 7 août 1951 Föderalistische Union à partir du 14 décembre 1951 |
| Curt Hoffmann                         | 1897      | FDP                         | Schleswig-Holstein          |                                   |            | remplace Fritz Oellers le 15 juin 1951 |
| Karl Hoffmann                         | 1901      | FDP                         | Bade                        |                                   |            | |
| Heinrich Höfler                       | 1897      | CDU                         | Bade                        | Emmendingen                       |            | |
| Franz Höhne                           | 1904      | SPD                         | Bavière                     |                                   |            | |
| Heinrich Hohl                         | 1900      | CDU                         | Hesse                       |                                   |            | remplace Werner Hilpert le 3 novembre 1949 |
| Friedrich Holzapfel                   | 1900      | CDU                         | Rhénanie-du-Nord-Westphalie | Warburg – Höxter – Büren          |            | démissionne le 20 janvier 1953 |
| Matthias Hoogen                       | 1904      | CDU                         | Rhénanie-du-Nord-Westphalie | Kempen-Krefeld                    |            | |
| Hermann Höpker-Aschoff                | 1883      | FDP                         | Rhénanie-du-Nord-Westphalie |                                   |            | démissionne le 9 septembre 1951 |
| Anton Hoppe                           | 1889      | CDU                         | Rhénanie-du-Nord-Westphalie | Recklinghausen-Land               |            | |
| Michael Horlacher                     | 1888      | CSU                         | Bavière                     | Forchheim                         |            | |
| Peter Horn                            | 1891      | CDU                         | Hesse                       |                                   |            | remplace Hans Schlange-Schöningen le 10 juin 1950 |
| Elinor Hubert                         | 1900      | SPD                         | Basse-Saxe                  | Alfeld – Holzminden               |            | |
| Karl Hübner                           | 1897      | FDP                         | Berlin                      |                                   |            | à partir du 1er février 1952 |
| Eugen Huth                            | 1901      | CDU                         | Rhénanie-du-Nord-Westphalie | Wuppertal II                      |            | |
| Margarete Hütter                      | 1909      | FDP                         | Wurtemberg-Bade             |                                   |            | remplace Theodor Heuss le 15 septembre 1949 |
| Herta Ilk                             | 1902      | FDP                         | Bavière                     |                                   |            | remplace Fritz Linnert le 3 novembre 1949 |
| Heinrich Imig                         | 1893      | SPD                         | Rhénanie-du-Nord-Westphalie | Herne – Castrop-Rauxel            |            | |
| Werner Jacobi                         | 1907      | SPD                         | Rhénanie-du-Nord-Westphalie |                                   |            | |
| Peter Jacobs (de)                     | 1906      | SPD                         | Rhénanie-Palatinat          |                                   |            | |
| Elfriede Jaeger                       | 1899      | DKP-Parti impérial allemand | Basse-Saxe                  |                                   |            | député non-inscrit remplace Franz Richter le 29 février 1952 |
| Paul Hans Jaeger                      | 1886      | FDP                         | Rhénanie-du-Nord-Westphalie |                                   |            | remplace Hans Albrecht Freiherr von Rechenberg le 22 janvier 1953 |
| Richard Jaeger                        | 1913      | CSU                         | Bavière                     | Fürstenfeldbruck                  |            | |
| Robert Jaffé                          | 1894      | DP                          | Basse-Saxe                  |                                   |            | remplace Carl von Campe le 9 janvier 1952 |
| Hans Jahn                             | 1885      | SPD                         | Basse-Saxe                  | Hannover-Land                     |            | |
| Albert Ludwig Juncker                 | 1904      | FDP                         | Rhénanie-du-Nord-Westphalie |                                   |            | |
| Johann Junglas                        | 1898      | CDU                         | Rhénanie-Palatinat          | Ahrweiler                         |            | |
| Karl Kahn                             | 1900      | CSU                         | Bavière                     | Burglengenfeld                    |            | |
| Jakob Kaiser                          | 1888      | CDU                         | Rhénanie-du-Nord-Westphalie | Essen III                         |            | |
| Oskar Kalbfell                        | 1897      | SPD                         | Wurtemberg-Bade             | Reutlingen                        |            | |
| Hellmut Kalbitzer                     | 1913      | SPD                         | Hambourg                    |                                   |            | |
| Margot Kalinke                        | 1909      | DP                          | Basse-Saxe                  |                                   |            | |
| Hugo Karpf                            | 1895      | CSU                         | Bavière                     | Aschaffenburg                     |            | |
| Linus Kather                          | 1893      | CDU                         | Schleswig-Holstein          |                                   |            | |
| Irma Keilhack                         | 1908      | SPD                         | Hambourg                    | Hambourg V                        | 40,7       | |
| Wilfried Keller                       | 1918      | WAV                         | Bavière                     |                                   |            | député non-inscrit remplace Wilhelm Paschek le 24 avril 1952 |
| Emil Kemmer                           | 1914      | CSU                         | Bavière                     | Bamberg                           |            | |
| Heinrich Kemper                       | 1888      | CDU                         | Rhénanie-Palatinat          | Trier                             |            | |
| Karl Kern                             | 1900      | CDU                         | Wurtemberg-Bade             |                                   |            | |
| Dietrich Keuning                      | 1908      | SPD                         | Rhénanie-du-Nord-Westphalie | Dortmund II                       |            | |
| Kurt Georg Kiesinger                  | 1904      | CDU                         | Wurtemberg-Hohenzollern     | Ravensburg                        |            | |
| Georg Richard Kinat                   | 1888      | SPD                         | Rhénanie-du-Nord-Westphalie |                                   |            | |
| Liesel Kipp-Kaule                     | 1906      | SPD                         | Rhénanie-du-Nord-Westphalie |                                   |            | |
| Erich Klabunde                        | 1907      | SPD                         | Hambourg                    |                                   |            | décédé le 21 novembre 1950 |
| Josef Ferdinand Kleindinst            | 1881      | CSU                         | Bavière                     | Augsburg-Stadt                    |            | |
| Friedrich Klinge                      | 1883      | DP                          | Basse-Saxe                  |                                   |            | décédé le 21 décembre 1949 |
| Otto Kneipp                           | 1884      | FDP                         | Hesse                       |                                   |            | |
| Waldemar von Knoeringen               | 1906      | SPD                         | Bavière                     |                                   |            | démissionne le 3 avril 1951 |
| Wilhelm Knothe                        | 1888      | SPD                         | Hesse                       | Friedberg                         |            | décédé le 20 février 1952 |
| Harald Koch                           | 1907      | SPD                         | Hesse                       | Offenbach                         |            | |
| Georg Kohl                            | 1881      | FDP                         | Wurtemberg-Bade             | Heilbronn                         |            | décédé le 31 janvier 1952 |
| Rudolf Kohl                           | 1895      | KPD                         | Wurtemberg-Bade             |                                   |            | remplace Robert Leibbrand le 26 janvier 1950 |
| Erich Köhler                          | 1892      | CDU                         | Hesse                       |                                   |            | |
| Wilhelm Königswarter                  | 1890      | SPD                         | Berlin                      |                                   |            | à partir du 1er février 1952 |
| Hermann Kopf                          | 1901      | CDU                         | Bade                        | Freiburg                          |            | |
| Lisa Korspeter                        | 1900      | SPD                         | Basse-Saxe                  | Celle                             |            | |
| Anni Krahnstöver                      | 1904      | SPD                         | Schleswig-Hostein           | Pinneberg                         | 36,3       | |
| Paul Krause                           | 1905      | Zentrum                     | Rhénanie-du-Nord-Westphalie |                                   |            | décédé le 18 octobre 1950 |
| Gerhard Kreyssig                      | 1899      | SPD                         | Bavière                     |                                   |            | remplace Waldemar von Knoeringen le 4 avril 1951 |
| Herbert Kriedemann                    | 1903      | SPD                         | Basse-Saxe                  | Hameln – Springe                  |            | |
| Heinrich Krone                        | 1895      | CDU                         | Berlin                      |                                   |            | |
| Christian Kuhlemann                   | 1891      | DP                          | Basse-Saxe                  |                                   |            | |
| Georg Kühling                         | 1886      | CDU                         | Basse-Saxe                  | Vechta – Cloppenburg              | 45,9       | |
| Walther Kühn                          | 1892      | FDP                         | Rhénanie-du-Nord-Westphalie |                                   |            | |
| Ernst Kuntscher                       | 1899      | CDU                         | Basse-Saxe                  |                                   |            | |
| Johann Kunze                          | 1892      | CDU                         | Rhénanie-du-Nord-Westphalie |                                   |            | |
| Georg Kurlbaum                        | 1902      | SPD                         | Bavière                     | Schwabach                         |            | |
| Wilhelm Laforet                       | 1877      | CSU                         | Bavière                     | Würzburg                          |            | |
| Roman Lampl                           | 1900      | BP                          | Bavière                     |                                   |            | remplace Ernst Falkner le 10 novembre 1950 Föderalistische Union à partir du 14 décembre 1951 |
| Erwin Lange                           | 1914      | SPD                         | Rhénanie-du-Nord-Westphalie | Essen I                           |            | |
| Erich Langer                          | 1905      | FDP                         | Basse-Saxe                  |                                   |            | député non inscrit à partir du 10 juin 1952 Wirtschaftliche Aufbau-Vereinigung à partir du 29 mars 1953 |
| Willi Lausen                          | 1901      | SPD                         | Wurtemberg-Bade             | Ludwigsburg                       |            | |
| Bruno Leddin                          | 1898      | SPD                         | Basse-Saxe                  | Stadt Hannover-Nord               |            | décédé le 25 mars 1951 |
| Robert Lehr                           | 1883      | CDU                         | Rhénanie-du-Nord-Westphalie | Düsseldorf I                      |            | |
| Robert Leibbrand                      | 1901      | KPD                         | Wurtemberg-Bade             |                                   |            | démissionne le 26 janvier 1950 |
| Eugen Leibfried                       | 1897      | CDU                         | Wurtemberg-Bade             | Sinsheim                          |            | |
| Ernst Lemmer                          | 1898      | CDU                         | Berlin                      |                                   |            | à partir du 1er février 1952 |
| Aloys Lenz                            | 1910      | CDU                         | Rhénanie-du-Nord-Westphalie | Köln-Land                         |            | |
| Gottfried Leonhard                    | 1895      | CDU                         | Wurtemberg-Bade             | Karlsruhe-Land                    |            | |
| Heinrich Leuchtgens                   | 1876      | FDP                         | Hesse                       |                                   |            | Parti impérial allemand/Nationale Rechte à partir du 11 septembre 1949 député non-inscrit à partir du 5 octobre 1950 (Parti impérial allemand) Parti allemand à partir du 6 décembre 1950 député non-inscrit à partir du 27 juillet 1953                                                                                     |
| Eduard Leuze                          | 1906      | FDP                         | Wurtemberg-Hohenzollern     |                                   |            | remplace Eberhard Wildermuth le 21 mars 1952 |
| Fritz Linnert                         | 1885      | FDP                         | Bavière                     |                                   |            | décédé le 27 octobre 1949 |
| Paul Löbe                             | 1875      | SPD                         | Berlin                      |                                   |            | |
| Gertrud Lockmann                      | 1895      | SPD                         | Hambourg                    |                                   |            | remplace Erich Klabunde le 28 novembre 1950 |
| Hans Löfflad                          | 1922      | WAV                         | Bavière                     |                                   |            | Parti allemand à partir du 6 décembre 1951 |
| Bernhard Lohmüller                    | 1891      | SPD                         | Brême                       | Bremerhaven – Brême-Nord          |            | décédé le 2 mars 1952 |
| Martin Loibl                          | 1898      | CSU                         | Bavière                     | Donauwörth                        |            | décédé le 16 avril 1951 |
| Alfred Loritz                         | 1902      | WAV                         | Bavière                     |                                   |            | député non-inscrit à partir du 6 décembre 1951 Wirtschaftliche Aufbau-Vereinigung à partir du 28 avril 1953 |
| Heinrich Lübke                        | 1894      | CDU                         | Rhénanie-du-Nord-Westphalie | Arnsberg – Soest                  |            | démissionne le 30 septembre 1950 |
| Paul Luchtenberg                      | 1890      | FDP                         | Rhénanie-du-Nord-Westphalie |                                   |            | remplace Friedrich Middelhauve le 30 octobre 1950 |
| Paul Lücke                            | 1914      | CDU                         | Rhénanie-du-Nord-Westphalie | Rheinisch-Bergischer Kreis        |            | |
| Adolf Ludwig                          | 1892      | SPD                         | Rhénanie-Palatinat          | Kaiserslautern                    |            | |
| Gerhard Lütkens                       | 1893      | SPD                         | Rhénanie-du-Nord-Westphalie |                                   |            | |
| Heinrich Maerkl                       | 1912      | BP                          | Bavière                     |                                   |            | remplace Eugen Fürst zu Oettingen-Wallerstein le 1er septembre 1952 groupe de la Föderalistische Union |
| Friedrich Maier                       | 1894      | SPD                         | Bade                        |                                   |            | |
| Ernst Majonica                        | 1920      | CDU                         | Rhénanie-du-Nord-Westphalie | Arnsberg – Soest                  |            | remplace Heinrich Lübke le 19 novembre 1950 |
| Robert Margulies                      | 1908      | FDP                         | Wurtemberg-Bade             |                                   |            | |
| Franz Marx                            | 1903      | SPD                         | Bavière                     | München-Ost                       |            | |
| Willy Massoth                         | 1911      | CDU                         | Hesse                       |                                   |            | |
| Heinz Matthes                         | 1897      | DP                          | Basse-Saxe                  | Fallingbostel – Hoya              |            | |
| Oskar Matzner                         | 1898      | SPD                         | Wurtemberg-Bade             |                                   |            | |
| Adolf Mauk                            | 1906      | FDP                         | Wurtemberg-Bade             | Heilbronn                         |            | remplace Georg Kohl le 20 mars 1952 |
| Agnes Katharina Maxsein               | 1904      | CDU                         | Berlin                      |                                   |            | à partir du 1er février 1952 |
| Ernst Mayer                           | 1901      | FDP                         | Wurtemberg-Bade             |                                   |            | décédé le 18 décembre 1952 |
| Hugo Mayer                            | 1899      | CDU                         | Rhénanie-Palatinat          | Kreuznach                         |            | |
| Georg Mayerhofer                      | 1894      | BP                          | Bavière                     | Altötting                         |            | Föderalistische Union à partir du 14 décembre 1951 |
| Matthias Joseph Mehs                  | 1893      | CDU                         | Rhénanie-Palatinat          | Prüm                              |            | |
| Franz Xaver Meitinger                 | 1905      | BP                          | Bavière                     |                                   |            | remplace Gebhard Seelos le 26 septembre 1951 Föderalistische Union à partir du 14 décembre 1951 |
| Karl Meitmann                         | 1891      | SPD                         | Hambourg                    | Hambourg VI                       | 43,4       | |
| Wilhelm Mellies                       | 1899      | SPD                         | Rhénanie-du-Nord-Westphalie | Lemgo                             |            | |
| Erich Mende                           | 1916      | FDP                         | Rhénanie-du-Nord-Westphalie |                                   |            | |
| Fritz Mensing                         | 1895      | CDU                         | Basse-Saxe                  |                                   |            | |
| Walter Menzel                         | 1901      | SPD                         | Rhénanie-du-Nord-Westphalie |                                   |            | |
| Hans-Joachim von Merkatz              | 1905      | DP                          | Basse-Saxe                  | Verden – Rotenburg – Osterholz    | 32,7       | |
| Hans Merten                           | 1908      | SPD                         | Hesse                       | Waldeck                           |            | remplace Karl Rüdiger le 15 avril 1951 |
| Arthur Mertins                        | 1898      | SPD                         | Basse-Saxe                  | Cuxhaven – Hadeln – Wesermünde    | 34,3       | |
| Erich Meyer                           | 1900      | SPD                         | Rhénanie-du-Nord-Westphalie | Wattenscheid – Wanne-Eickel       |            | |
| Heinz Meyer                           | 1897      | SPD                         | Brême                       | Brême-Ost                         |            | |
| Emmy Meyer-Laule                      | 1899      | SPD                         | Wurtemberg-Bade             |                                   |            | |
| Friedrich Middelhauve                 | 1896      | FDP                         | Rhénanie-du-Nord-Westphalie |                                   |            | démissionne le 17 octobre 1950 |
| Herwart Miessner                      | 1911      | DKP-Parti impérial allemand | Basse-Saxe                  |                                   |            | apparenté au Parti libéral-démocrate à partir du 5 octobre 1950 Parti libéral-démocrate à partir du 20 décembre 1950 |
| Friedhelm Missmahl                    | 1904      | SPD                         | Rhénanie-du-Nord-Westphalie | Moers                             |            | |
| Karl Mommer                           | 1910      | SPD                         | Wurtemberg-Bade             |                                   |            | |
| Kurt Moosdorf                         | 1884      | SPD                         | Hesse                       | Friedberg                         |            | remplace Wilhelm Knothe le 4 mai 1952 |
| Wendelin Morgenthaler                 | 1888      | CDU                         | Bade                        | Rastatt                           |            | |
| Willibald Mücke                       | 1904      | SPD                         | Bavière                     | Erlangen                          |            | |
| Richard Muckermann                    | 1891      | CDU                         | Rhénanie-du-Nord-Westphalie | Neuß – Grevenbroich               |            | |
| Franz Mühlenberg                      | 1894      | CDU                         | Rhénanie-du-Nord-Westphalie | Aachen-Land                       |            | |
| Hans Mühlenfeld                       | 1901      | DP                          | Basse-Saxe                  |                                   |            | démissionne le 15 mai 1953 |
| Friederike Mulert                     | 1896      | FDP                         | Berlin                      |                                   |            | à partir du 1er février 1952 |
| Heinrich Müller                       | 1901      | SPD                         | Hesse                       | Obertaunuskreis                   |            | |
| Karl Müller                           | 1884      | CDU                         | Rhénanie-du-Nord-Westphalie | Geilenkirchen – Erkelenz – Jülich |            | |
| Kurt Müller                           | 1903      | KPD                         | Rhénanie-du-Nord-Westphalie |                                   |            | député non-inscrit à partir du 10 mai 1950 député non-inscrit à partir du 10 mai 1950 ; sa démission depuis Berlin-Est n'est pas reconnue |
| Oskar Müller (en)                     | 1896      | KPD                         | Hesse                       |                                   |            | |
| Willy Müller                          | 1903      | SPD                         | Rhénanie-Palatinat          | Worms                             |            | |
| Ernst Müller-Hermann                  | 1915      | CDU                         | Brême                       |                                   |            | remplace Johannes Degener le 1er janvier 1952 |
| Friederike Nadig                      | 1897      | SPD                         | Rhénanie-du-Nord-Westphalie | Bielefeld-Stadt                   |            | |
| Wilhelm Naegel                        | 1904      | CDU                         | Basse-Saxe                  |                                   |            | |
| Jakob Neber                           | 1891      | CDU                         | Rhénanie-Palatinat          |                                   |            | |
| Peter Nellen                          | 1912      | CDU                         | Rhénanie-du-Nord-Westphalie | Münster                           |            | |
| Kurt Neubauer                         | 1922      | SPD                         | Berlin                      |                                   |            | à partir du 1er février 1952 |
| August Neuburger                      | 1902      | CDU                         | Wurtemberg-Bade             | Bruchsal                          |            | |
| Franz Neumann (de)                    | 1904      | SPD                         | Berlin                      |                                   |            | |
| Fritz Neumayer                        | 1884      | FDP                         | Rhénanie-Palatinat          |                                   |            | |
| Christof Nickl                        | 1886      | CSU                         | Bavière                     | Cham                              |            | |
| Otto Niebergall                       | 1904      | KPD                         | Rhénanie-Palatinat          |                                   |            | |
| Heinrich Niebes                       | 1890      | KPD                         | Rhénanie-du-Nord-Westphalie |                                   |            | remplace Walter Vesper le 19 juillet 1952 |
| Maria Niggemeyer                      | 1888      | CDU                         | Rhénanie-du-Nord-Westphalie | Paderborn – Wiedenbrück           |            | |
| Wilhelm Niklas                        | 1887      | CSU                         | Bavière                     | Donauwörth                        |            | remplace Martin Loibl le 27 mai 1951 |
| Robert Philipp Nöll von der Nahmer    | 1899      | FDP                         | Rhénanie-Palatinat          |                                   |            | |
| Erik Nölting                          | 1892      | SPD                         | Rhénanie-du-Nord-Westphalie | Iserlohn                          |            | décédé le 15 juillet 1953 |
| Friedrich Nowack                      | 1890      | SPD                         | Basse-Saxe                  | Lüneburg – Dannenberg             |            | |
| Wilhelm Nowack                        | 1897      | FDP                         | Rhénanie-Palatinat          |                                   |            | démissionne le 30 septembre 1952 |
| Hermann Nuding                        | 1902      | KPD                         | Wurtemberg-Bade             |                                   |            | démissionne le 20 avril 1951 |
| Willy Odenthal                        | 1896      | SPD                         | Rhénanie-Palatinat          | Neustadt an der Weinstraße        |            | remplace Ernst Roth le 23 septembre 1951 |
| Fritz Oellers                         | 1903      | FDP                         | Schleswig-Holstein          |                                   |            | démissionne le 5 juin 1951 |
| Josef Oesterle                        | 1899      | CSU                         | Bavière                     | Augsburg-Land                     |            | |
| Eugen Fürst zu Oettingen-Wallerstein  | 1885      | BP                          | Bavière                     |                                   |            | remplace Joseph Baumgartner le 8 janvier 1951 Föderalistische Union à partir du 14 décembre 1951 démissionne le 1er septembre 1952 |
| Richard Oetzel                        | 1901      | CDU                         | Rhénanie-du-Nord-Westphalie |                                   |            | remplace Friedrich Holzapfel le 24 janvier 1953 |
| Fritz Ohlig                           | 1902      | SPD                         | Basse-Saxe                  | Delmenhorst – Wesermarsch         | 31,7       | |
| Erich Ollenhauer                      | 1901      | SPD                         | Rhénanie-du-Nord-Westphalie | Bochum                            |            | |
| Alfred Onnen                          | 1904      | FDP                         | Basse-Saxe                  |                                   |            | |
| Eduard Orth                           | 1902      | CDU                         | Rhénanie-Palatinat          | Speyer                            |            | |
| Franz Ott                             | 1910      | indépendant                 | Wurtemberg-Bade             | Esslingen                         |            | député non-inscrit Wirtschaftliche Aufbau-Vereinigung à partir du 4 mai 1950 Bloc des réfugiés / Deutsche Gemeinschaft à partir du 13 octobre 1950 député non-inscrit à partir du 21 mars 1952 apparenté DP/DPB à partir du 26 mars 1952 député non-inscrit à partir du 26 juin 1952                                         |
| Otto Pannenbecker                     | 1879      | Zentrum                     | Rhénanie-du-Nord-Westphalie |                                   |            | Föderalistische Union à partir du 14 décembre 1951 |
| Sepp Parzinger                        | 1911      | BP                          | Bavière                     | Traunstein                        |            | Föderalistische Union à partir du 14 décembre 1951 |
| Wilhelm Paschek                       | 1897      | WAV                         | Bavière                     |                                   |            | apparenté au Parti impérial allemand à partir du 29 mars 1950 député non-inscrit à partir du 5 octobre 1950 Wirtschaftliche Aufbau-Vereinigung à partir du 30 janvier 1951 Parti allemand à partir du 6 décembre 1951 décédé le 22 avril 1952                                                                                |
| Ernst Paul                            | 1897      | SPD                         | Wurtemberg-Bade             |                                   |            | |
| Hugo Paul                             | 1905      | KPD                         | Rhénanie-du-Nord-Westphalie |                                   |            | |
| Georg Pelster                         | 1897      | CDU                         | Rhénanie-du-Nord-Westphalie | Steinfurt – Tecklenburg           |            | |
| Georg Peters                          | 1908      | SPD                         | Basse-Saxe                  | Aurich – Emden                    | 35,5       | |
| Franz Pfender                         | 1899      | CDU                         | Wurtemberg-Hohenzollern     |                                   |            | |
| Robert Pferdmenges                    | 1880      | CDU                         | Rhénanie-du-Nord-Westphalie |                                   |            | remplace Günther Sewald le 12 janvier 1950 |
| Karl Georg Pfleiderer                 | 1899      | FDP                         | Wurtemberg-Bade             | Waiblingen                        |            | |
| Kurt Pohle                            | 1899      | SPD                         | Schleswig-Holstein          |                                   |            | |
| Bernard Povel                         | 1897      | CDU                         | Basse-Saxe                  | Emsland                           | 50,5       | décédé le 21 octobre 1952 |
| Ludwig Preiß                          | 1910      | FDP                         | Hesse                       | Marburg                           |            | |
| Ludwig Preller                        | 1897      | SPD                         | Hesse                       | Kassel                            |            | remplace Georg August Zinn le 11 mars 1951 |
| Victor-Emanuel Preusker               | 1913      | FDP                         | Hesse                       | WiesBade                          |            | |
| Moritz-Ernst Priebe                   | 1902      | SPD                         | Basse-Saxe                  | Uelzen                            |            | |
| Maria Probst                          | 1902      | CSU                         | Bavière                     | Karlstadt                         |            | |
| Hermann Pünder                        | 1888      | CDU                         | Rhénanie-du-Nord-Westphalie | Köln II                           |            | |
| Willy Max Rademacher                  | 1897      | FDP                         | Hambourg                    | Hambourg VIII                     | 38,7       | |
| Bernhard Raestrup                     | 1880      | CDU                         | Rhénanie-du-Nord-Westphalie | Beckum – Warendorf                |            | |
| Wilhelm Rahn                          | 1900      | BP                          | Bavière                     |                                   |            | remplace Franz Ziegler le 14 janvier 1950 député non-inscrit à partir du 8 septembre 1950 apparenté à la Wirtschaftliche Aufbau-Vereinigung à partir du 8 septembre 1950 Union chrétienne-sociale en Bavière à partir du 14 février 1951                                                                                     |
| Wilhelm Rath                          | 1892      | FDP                         | Wurtemberg-Bade             |                                   |            | |
| Hans Albrecht Freiherr von Rechenberg | 1892      | FDP                         | Rhénanie-du-Nord-Westphalie |                                   |            | décédé le 19 janvier 1953 |
| Luise Rehling                         | 1896      | CDU                         | Rhénanie-du-Nord-Westphalie | Hagen                             |            | |
| Hans Reif                             | 1899      | FDP                         | Berlin                      |                                   |            | |
| Max Reimann                           | 1898      | KPD                         | Rhénanie-du-Nord-Westphalie |                                   |            | |
| Otto Reindl                           | 1900      | WAV                         | Bavière                     |                                   |            | DP/DPB à partir du 6 décembre 1951 député non-inscrit à partir du 9 décembre 1952 Wirtschaftliche Aufbau-Vereinigung à partir du 23 avril 1953 |
| Bernhard Reismann                     | 1903      | Zentrum                     | Rhénanie-du-Nord-Westphalie |                                   |            | Föderalistische Union à partir du 14 décembre 1951 |
| Richard Reitzner                      | 1893      | SPD                         | Bavière                     |                                   |            | |
| Heinz Renner                          | 1892      | KPD                         | Rhénanie-du-Nord-Westphalie |                                   |            | |
| Hans Revenstorff                      | 1906      | FDP                         | Schleswig-Holstein          |                                   |            | |
| Gerhard Ribbeheger                    | 1918      | Zentrum                     | Rhénanie-du-Nord-Westphalie |                                   |            | Föderalistische Union à partir du 14 décembre 1951 |
| Fritz Rößler                          | 1912      | DKP-Parti impérial allemand | Basse-Saxe                  |                                   |            | Nationale Rechte à partir du 15 septembre 1949 député non-inscrit à partir du 6 septembre 1950 apparenté à la Wirtschaftliche Aufbau-Vereinigung à partir du 13 décembre 1950 Wirtschaftliche Aufbau-Vereinigung à partir du 17 janvier 1951 député non-inscrit à partir du 26 septembre 1951 démissionne le 21 février 1952 |
| Willi Richter                         | 1894      | SPD                         | Hesse                       |                                   |            | |
| Friedrich Rische                      | 1914      | KPD                         | Rhénanie-du-Nord-Westphalie |                                   |            | |
| Heinrich Georg Ritzel                 | 1893      | SPD                         | Hesse                       | Dieburg                           |            | |
| Julie Rösch                           | 1902      | CDU                         | Wurtemberg-Hohenzollern     |                                   |            | |
| Ernst Roth                            | 1901      | SPD                         | Rhénanie-Palatinat          | Neustadt an der Weinstraße        |            | décédé le 14 mai 1951 |
| Karl Rüdiger                          | 1896      | FDP                         | Hesse                       | Waldeck                           |            | |
| Heinrich-Wilhelm Ruhnke               | 1891      | SPD                         | Basse-Saxe                  | Hildesheim                        |            | décédé le 20 février 1951 |
| Oskar Rümmele                         | 1890      | CDU                         | Bade                        | Offenburg                         |            | |
| Hermann Runge                         | 1902      | SPD                         | Rhénanie-du-Nord-Westphalie | Remscheid – Solingen              |            | |
| Anton Sabel                           | 1902      | CDU                         | Hesse                       | Fulda                             |            | |
| Gustav Sander                         | 1881      | SPD                         | Rhénanie-du-Nord-Westphalie | Duisburg II                       |            | |
| Walter Sassnick                       | 1895      | SPD                         | Bavière                     | Nürnberg                          |            | |
| Hermann Schäfer                       | 1892      | FDP                         | Hambourg                    |                                   |            | |
| Fritz Schäffer                        | 1888      | CSU                         | Bavière                     | Passau                            |            | |
| Marta Schanzenbach                    | 1907      | SPD                         | Bade                        |                                   |            | |
| Hugo Scharnberg                       | 1893      | CDU                         | Hambourg                    | Hambourg II                       | 41,3       | |
| Josef Schatz                          | 1905      | CSU                         | Bavière                     | Amberg                            |            | |
| Ernst Schellenberg                    | 1907      | SPD                         | Berlin                      |                                   |            | à partir du 1er février 1952 |
| Lambert Schill                        | 1888      | CDU                         | Bade                        | Lörrach                           |            | |
| Hans Schlange-Schöningen              | 1886      | CDU                         | Hesse                       |                                   |            | démissionne le 9 juin 1950 |
| Carlo Schmid                          | 1896      | SPD                         | Wurtemberg-Bade             | Mannheim-Stadt                    |            | |
| Martin Schmidt                        | 1914      | SPD                         | Basse-Saxe                  | Northeim – Einbeck – Duderstadt   |            | |
| Wilhelm Schmidt                       | 1888      | WAV                         | Bavière                     |                                   |            | DP/DPB à partir du 6 décembre 1951 député non-inscrit à partir du 9 décembre 1952 |
| Joseph Schmitt                        | 1882      | CDU                         | Rhénanie-Palatinat          | Mainz                             |            | |
| Hans Schmitz                          | 1896      | CDU                         | Rhénanie-du-Nord-Westphalie | Rheydt – M. Gladbach – Viersen    |            | |
| Kurt Schmücker                        | 1919      | CDU                         | Basse-Saxe                  |                                   |            | |
| Ludwig Schneider                      | 1898      | FDP                         | Hesse                       | Gießen                            |            | |
| Erwin Schoettle                       | 1899      | SPD                         | Wurtemberg-Bade             | Stuttgart II                      |            | |
| Friedrich Schönauer                   | 1904      | SPD                         | Bavière                     | Kulmbach                          |            | décédé le 2 avril 1950 |
| Joachim Schöne                        | 1906      | SPD                         | Basse-Saxe                  | Peine – Gifhorn                   |            | |
| Gerhard Schröder                      | 1910      | CDU                         | Rhénanie-du-Nord-Westphalie | Düsseldorf-Mettmann               |            | |
| Louise Schroeder                      | 1887      | SPD                         | Berlin                      |                                   |            | |
| Carl Schröter                         | 1887      | CDU                         | Schleswig-Hostein           | Segeberg – Neumünster             | 31,0       | décédé le 25 février 1952 |
| Richard Schröter                      | 1892      | SPD                         | Berlin                      |                                   |            | à partir du 1er février 1952 |
| Fritz Schuler                         | 1885      | CDU                         | Wurtemberg-Hohenzollern     | Calw                              |            | |
| Hubert Schulze-Pellengahr             | 1899      | CDU                         | Rhénanie-du-Nord-Westphalie | Lüdinghausen – Coesfeld           |            | |
| Kurt Schumacher                       | 1895      | SPD                         | Basse-Saxe                  | Stadt Hannover-Süd                |            | décédé le 20 août 1952 |
| Johann Schuster                       | 1912      | WAV                         | Bavière                     |                                   |            | Parti allemand à partir du 6 décembre 1951 |
| Josef Schüttler                       | 1902      | CDU                         | Bade                        | Konstanz                          |            | |
| Hans Schütz                           | 1901      | CSU                         | Bavière                     | Dillingen                         |            | |
| Hans-Christoph Seebohm                | 1903      | DP                          | Basse-Saxe                  |                                   |            | |
| Gebhard Seelos                        | 1901      | BP                          | Bavière                     |                                   |            | démissionne le 25 septembre 1951 |
| Johann Segitz                         | 1898      | SPD                         | Bavière                     | Nürnberg – Fürth                  |            | remplace Wilhelm Fischer le 4 décembre 1951 |
| Johannes Semler                       | 1898      | CSU                         | Bavière                     | Kulmbach                          |            | remplace Friedrich Schönauer le 14 mai 1950 |
| Günther Serres                        | 1910      | CDU                         | Rhénanie-du-Nord-Westphalie | Krefeld                           |            | |
| Walter Seuffert                       | 1907      | SPD                         | Bavière                     | München-Nord                      |            | |
| Günther Sewald                        | 1905      | CDU                         | Rhénanie-du-Nord-Westphalie |                                   |            | décédé le 25 novembre 1949 |
| Theodor Siebel                        | 1897      | CDU                         | Rhénanie-du-Nord-Westphalie | Siegen-Wittgenstein               |            | |
| Max Solleder                          | 1894      | CSU                         | Bavière                     | Regensburg                        |            | |
| Josef Spies                           | 1906      | CSU                         | Bavière                     | Kaufbeuren                        |            | |
| Karl Graf von Spreti                  | 1907      | CSU                         | Bavière                     | Kempten                           |            | |
| Willy Stahl                           | 1903      | FDP                         | Bade                        |                                   |            | |
| Robert Stauch                         | 1898      | CDU                         | Rhénanie-Palatinat          | Westerburg                        |            | |
| Paul Stech                            | 1892      | SPD                         | Schleswig-Hostein           | Oldenburg – Eutin/Süd             | 39,4       | |
| Artur Stegner                         | 1907      | FDP                         | Basse-Saxe                  |                                   |            | |
| Viktoria Steinbiß                     | 1892      | CDU                         | Rhénanie-du-Nord-Westphalie |                                   |            | |
| Willi Steinhörster                    | 1908      | SPD                         | Schleswig-Hostein           | Steinburg                         | 36,5       | |
| Georg Stierle                         | 1897      | SPD                         | Hesse                       | Frankfurt am Main III             |            | |
| Hermann Stopperich                    | 1895      | SPD                         | Basse-Saxe                  | Harz                              |            | décédé le 6 janvier 1952 |
| Anton Storch                          | 1892      | CDU                         | Basse-Saxe                  | Osnabrück                         |            | |
| Franz Josef Strauß                    | 1915      | CSU                         | Bavière                     | Weilheim                          |            | |
| Otto Striebeck                        | 1894      | SPD                         | Rhénanie-du-Nord-Westphalie | Mülheim                           |            | |
| Käte Strobel                          | 1907      | SPD                         | Bavière                     |                                   |            | |
| Gertrud Leibbrand Gertrud Strohbach   | 1911      | KPD                         | Wurtemberg-Bade             |                                   |            | remplace Hermann Nuding le 16 mai 1951 |
| Detlef Struve                         | 1903      | CDU                         | Schleswig-Hostein           | Rendsburg                         | 32,7       | |
| Richard Stücklen                      | 1916      | CSU                         | Bavière                     | Weißenburg                        |            | |
| Otto Suhr                             | 1894      | SPD                         | Berlin                      |                                   |            | démissionne le 31 janvier 1952 |
| Johann Temmen                         | 1886      | SPD                         | Basse-Saxe                  | Leer                              | 35,1       | |
| Wilhelm Tenhagen                      | 1911      | SPD                         | Rhénanie-du-Nord-Westphalie | Gladbeck – Bottrop                |            | |
| Adolf von Thadden                     | 1921      | DKP-Parti impérial allemand | Basse-Saxe                  |                                   |            | Nationale Rechte à partir du 15 septembre 1949 député non-inscrit à partir du 20 avril 1950 |
| Grete Thiele                          | 1913      | KPD                         | Rhénanie-du-Nord-Westphalie |                                   |            | |
| Hans Tichi                            | 1881      | WAV                         | Bavière                     |                                   |            | Bloc des réfugiés / Deutsche Gemeinschaft à partir du 13 octobre 1950 député non-inscrit à partir du 21 mars 1952 |
| Robert Tillmanns                      | 1896      | CDU                         | Berlin                      |                                   |            | |
| Peter Tobaben                         | 1905      | DP                          | Basse-Saxe                  |                                   |            | |
| Josef Trischler                       | 1903      | FDP                         | Bavière                     |                                   |            | |
| Hermann Troppenz                      | 1889      | SPD                         | Basse-Saxe                  | Braunschweig-Land – Helmstedt     |            | |
| Hermann Veit                          | 1897      | SPD                         | Wurtemberg-Bade             | Karlsruhe-Stadt                   |            | |
| Walter Vesper                         | 1897      | KPD                         | Rhénanie-du-Nord-Westphalie |                                   |            | démissionne le 30 juin 1952 |
| Rudolf Vogel                          | 1906      | CDU                         | Wurtemberg-Bade             | Aalen                             |            | |
| Ludwig Volkholz                       | 1919      | BP                          | Bavière                     | Deggendorf                        |            | Föderalistische Union à partir du 14 décembre 1951 |
| Axel de Vries                         | 1892      | FDP                         | Wurtemberg-Bade             |                                   |            | remplace Ernst Mayer le 5 janvier 1953 |
| Oskar Wacker                          | 1898      | CDU                         | Wurtemberg-Bade             | Tauberbischofsheim                |            | |
| Oskar Wackerzapp                      | 1883      | CDU                         | Basse-Saxe                  |                                   |            | |
| Friedrich Wilhelm Wagner              | 1894      | SPD                         | Rhénanie-Palatinat          | Ludwigshafen                      |            | |
| Eduard Wahl                           | 1903      | CDU                         | Wurtemberg-Bade             | Heidelberg                        |            | |
| Josef Wallner                         | 1908      | WAV                         | Bavière                     |                                   |            | DP/DPB à partir du 6 décembre 1951 député non-inscrit à partir du 9 décembre 1952 |
| Albert Walter                         | 1885      | DP                          | Hambourg                    |                                   |            | |
| Johann Wartner                        | 1883      | BP                          | Bavière                     | Straubing                         |            | Föderalistische Union à partir du 14 décembre 1951 |
| Helene Weber                          | 1881      | CDU                         | Rhénanie-du-Nord-Westphalie | Aachen-Stadt                      |            | |
| Karl Weber                            | 1898      | CDU                         | Rhénanie-Palatinat          | Koblenz                           |            | |
| Herbert Wehner                        | 1906      | SPD                         | Hambourg                    | Hambourg VII                      | 48,0       | |
| Philipp Wehr                          | 1906      | SPD                         | Brême                       | Bremerhaven – Brême-Nord          |            | remplace Bernhard Lohmüller le 18 mai 1952 |
| Stephan Weickert                      | 1892      | WAV                         | Bavière                     |                                   |            | Bloc des réfugiés / Deutsche Gemeinschaft à partir du 13 octobre 1950 décédé le 16 mars 1952 |
| August Weinhold                       | 1892      | SPD                         | Rhénanie-du-Nord-Westphalie |                                   |            | |
| Franz Weiss                           | 1887      | CDU                         | Wurtemberg-Hohenzollern     | Balingen                          |            | |
| Erwin Welke                           | 1910      | SPD                         | Rhénanie-du-Nord-Westphalie | Altena – Lüdenscheid              |            | |
| Hans Wellhausen                       | 1894      | FDP                         | Bavière                     |                                   |            | |
| Ernst Weltner                         | 1898      | SPD                         | Basse-Saxe                  | Neustadt – Grafschaft Schaumburg  |            | |
| Fritz Wenzel                          | 1910      | SPD                         | Basse-Saxe                  | Wolfenbüttel – Goslar-Land        |            | |
| Helene Wessel                         | 1898      | Zentrum                     | Rhénanie-du-Nord-Westphalie |                                   |            | Föderalistische Union à partir du 14 décembre 1951 député non-inscrit à partir du 13 novembre 1952 (Parti populaire pan-allemand) |
| Eberhard Wildermuth                   | 1890      | FDP                         | Wurtemberg-Hohenzollern     |                                   |            | décédé le 9 mars 1952 |
| Rudolf Will                           | 1893      | FDP                         | Berlin                      |                                   |            | à partir du 1er février 1952 |
| Alex Willenberg                       | 1897      | Zentrum                     | Rhénanie-du-Nord-Westphalie |                                   |            | remplace Paul Krause le 26 octobre 1950 Föderalistische Union à partir du 14 décembre 1951 |
| Bernhard Winkelheide                  | 1908      | CDU                         | Rhénanie-du-Nord-Westphalie | Recklinghausen-Stadt              |            | |
| Ernst Winter                          | 1888      | SPD                         | Basse-Saxe                  | Stadt Hannover-Süd                |            | remplace Kurt Schumacher le 9 novembre 1952 |
| Carl Wirths                           | 1897      | FDP                         | Rhénanie-du-Nord-Westphalie | Wuppertal I                       |            | |
| Otto Wittenburg                       | 1891      | DP                          | Schleswig-Holstein          |                                   |            | |
| Konrad Wittmann                       | 1905      | WAV                         | Bavière                     |                                   |            | Parti allemand à partir du 6 décembre 1951 député non-inscrit à partir du 9 mai 1952 apparenté CDU/CSU à partir du 5 juillet 1952 |
| Jeanette Wolff                        | 1888      | SPD                         | Berlin                      |                                   |            | à partir du 1er février 1952 |
| Ernst Woltje                          | 1898      | DP                          | Basse-Saxe                  |                                   |            | remplace Hans Mühlenfeld le 30 mai 1953 |
| Max Wönner                            | 1896      | SPD                         | Bavière                     | München-Süd                       |            | |
| Franz-Josef Wuermeling                | 1900      | CDU                         | Rhénanie-Palatinat          | Altenkirchen (Westerwald)         |            | |
| Walter Zawadil                        | 1909      | FDP                         | Bavière                     |                                   |            | Parti allemand à partir du 26 novembre 1952 |
| Franz Ziegler                         | 1899      | BP                          | Bavière                     |                                   |            | décédé le 27 décembre 1949 |
| Georg August Zinn                     | 1901      | SPD                         | Hesse                       | Kassel                            |            | démissionne le 21 janvier 1951 |
| Ernst Zühlke                          | 1895      | SPD                         | Bavière                     | Coburg                            |            | |